# Gidle
Gidle è un comune rurale polacco del distretto di Radomsko, nel voivodato di Łódź.
Ricopre una superficie di 116,32 km² e nel 2004 contava 6 661 abitanti.